# Philipp Jakob Cretzschmar
Philipp Jakob Cretzschmar (Sulzbach (Taunus), 1786. június 11. – Frankfurt am Main, 1845. május 4.) – német orvos, ornitológus. Zoológiai szakmunkákban nevének rövidítése: „Cretzschmar”.

## Élete
Cretzschmar Sulzbach községben született, és a würzburgi egyetemen tanult orvoslástant. Később anatómiát és zoológiát tanított a Senckenberg Orvosi Intézetben, Frankfurtban.
Cretzschmar volt az egyik alapítója és második igazgatója az 1817-ben alapított Senckenberg Természettudományi Társulatnak. Ott találjuk az alapító tagok sorában a neves természetkutatót, Eduard Rüppellt is, s a későbbiekben Cretzschmar és Rüpell közös erőfeszítések árán publikálták Rüppell afrikai kutatóútjainak eredményeit. A kiadvány, amely "Atlas of  Rüppell's Travels in Northern Africa" címen jelent meg (1826–30), tartalmazott egy ornitológiai fejezetet is, melyet Cretzschmar jegyzett, leírva benne mintegy 30 új madárfajt, köztük olyanokat, mint a Meyer aranyosvállú papagája (Poicephalus meyeri), a núbiai túzok (Neotis nuba), az óriásgém (vagy góliátgém, Ardea goliath), a szuharbújófélék közé tartozó csíkos prínia (vagy sivatagi prínia, Scotocerca inquieta) és a rozsdás sármány (Emberiza caesia).

## Fordítás
- Ez a szócikk részben vagy egészben  a   Philipp Jakob Cretzschmar című angol Wikipédia-szócikk ezen változatának fordításán alapul.  Az eredeti cikk szerkesztőit annak laptörténete sorolja fel. Ez a jelzés csupán a megfogalmazás eredetét és a szerzői jogokat jelzi, nem szolgál a cikkben szereplő információk forrásmegjelöléseként.